# Široki Brijeg
Široki Brijeg (lyssna (fil), kyrilliska: Широки Бријег, äldre namn: Lištica) är en mindre stad i kommunen Široki Brijeg i kantonen Västra Hercegovina i sydvästra Bosnien och Hercegovina. Staden är kantonens huvudort och ligger cirka 18 kilometer väster om Mostar. Široki Brijeg hade 6 149 invånare vid folkräkningen år 2013.
Av invånarna i Široki Brijeg är 99,71 % kroater, 0,08 % albaner, 0,03 % serber och 0,03 % bosniaker (2013).
Mellan åren 1952 och 1991 var staden känd som Lištica. Staden har en stor basilika, vilken anses vara en viktig helgedom. Staden är även känd för sin fotbollsklubb NK Široki Brijeg, som haft stora framgångar i Bosnien och Hercegovina och vunnit Premijer liga Bosne i Hercegovine två gånger.